# Servicestelle Kommunen in der Einen Welt
Die Servicestelle Kommunen in der Einen Welt (SKEW), 2001 in Bonn gegründet und später als Fachbereich in die Engagement Global gGmbH eingegliedert, ist ein Kompetenzzentrum für kommunale Entwicklungspolitik in Deutschland. Finanziert vom Bundesministerium für wirtschaftliche Zusammenarbeit und Entwicklung (BMZ) und von den Ländern Baden-Württemberg, Bremen, Hamburg, Nordrhein-Westfalen und Rheinland-Pfalz fördert die SKEW das entwicklungspolitische Engagement von Städten, Gemeinden und Landkreisen.
Mit der im September 2015 verabschiedeten Agenda 2030 gewann kommunales Engagement in der Entwicklungs- und Nachhaltigkeitspolitik an Bedeutung und wurde explizit politisch gefordert. Durch Information, Beratung, Weiterbildung und durch finanzielle sowie personelle Förderung unterstützt die SKEW Kommunen in Deutschland und im Globalen Süden bei Themen der Kommunalen Entwicklungspolitik.

## Themenfelder und Aufgaben
Die Servicestelle Kommunen in der Einen Welt berät, informiert und fördert Kommunen in den folgenden Themengebieten:
- Kommunales Nachhaltigkeitsmanagement: Die SKEW unterstützt über ihr Programm Global Nachhaltige Kommune deutsche Städte, Gemeinden und Landkreise bei der Erarbeitung, Umsetzung und stetiger Weiterentwicklung kommunaler Nachhaltigkeitsstrategien und berät zum Nachhaltigkeitsmonitoring sowie zur SDG-Berichterstattung.
- Fairer Handel und Faire Beschaffung: Fairer Handel ist wirkungsvolle Entwicklungszusammenarbeit und fördert zugleich das Gemeinwesen vor Ort. Kommunen können die Ziele des Fairen Handels unterstützen, indem sie fair gehandelte Produkte einkaufen und auf Güter verzichten, die durch ausbeuterische Kinderarbeit oder unter Verletzung sozialer Mindeststandards hergestellt werden. Als öffentliche Auftraggeber besitzen sie das wirtschaftliche Potenzial und sind Vorbild für Bürgerinnen und Bürger.[3] Die Servicestelle berät deshalb beim Beschaffungsprozess und führt Informationsveranstaltungen zum Fairen Handel durch.
- Kommunale Partnerschaften und internationale entwicklungspolitische Kommunalbeziehungen: Die SKEW begleitet die entwicklungspolitische Zusammenarbeit zwischen Kommunen aus Deutschland und dem Globalen Süden. Kommunale Partnerschaften leisten maßgebliche Beiträge zum globalen Know how-Transfer für eine nachhaltige Entwicklung, fördern das Verständnis füreinander und können als nachhaltige Partnerschaft oder Projektpartnerschaften bestehen.[4] Mit Vernetzungs- und Fördermaßnahmen begleitet die SKEW den Auf- und Ausbau kommunaler Partnerschaften.[5]

## Projekte
Die Servicestelle Kommunen in der Einen Welt veranstaltet Workshops, Tagungen und Konferenzen und unterstützt themenbezogene Netzwerke. Zudem bietet sie personelle und finanzielle Unterstützung aus Mitteln des Bundesministeriums für wirtschaftliche Zusammenarbeit und Entwicklung (BMZ). Zu den Förderangeboten gehören beispielsweise das Projekt „Nachhaltige Kommunalentwicklung durch Partnerschaftsprojekte“ (Nakopa) zur Förderung kommunaler Projektpartnerschaften zwischen deutschen Kommunen und Kommunen im Globalen Süden oder das Angebot „Koordination kommunaler Entwicklungspolitik“, mit dem ein umfangreicher Zuschuss für Personalressourcen für kommunales entwicklungspolitisches Engagement vergeben wird. Mit dem „Kleinprojektefonds“, über den auch kleinere entwicklungspolitische Projekte finanziert werden können, wirbt die SKEW besonders um neue Kommunen, die noch nicht oder kaum entwicklungspolitisch aktiv sind.
Mit den Wettbewerben „Hauptstadt des Fairen Handels“ und „Kommune bewegt Welt“ prämiert die Servicestelle im Auftrag des Bundesministeriums für wirtschaftliche Zusammenarbeit und Entwicklung gute Praktiken engagierter Kommunen in verschiedenen entwicklungspolitischen Bereichen.
Über verschiedene Internetportale (zum Beispiel den Kooperationsprojekten „Kompass Nachhaltigkeit“ und „Connective Cities“), den monatlichen Newsletter „Eine-Welt-Nachrichten“, Schriftenreihen, Leitfäden und Studien informiert die SKEW über Angebote und aktuelle Themen der Kommunalen Entwicklungspolitik.

## Beteiligungsstruktur
Die Servicestelle Kommunen in der Einen Welt wird in ihrer Entwicklung beraten durch den Beirat zur Weiterentwicklung für das Programm der kommunalen Entwicklungspolitik. Der Beirat ist ein gemeinsames Gremium zwischen dem Bundesministerium für wirtschaftliche Zusammenarbeit und Entwicklung (BMZ), verschiedenen Kommunen, Bundesländern, den kommunalen Spitzenverbänden, Vertretenden aus der Zivilgesellschaft und der Servicestelle selbst.